# Уайалла
Уайалла (англ. Whyalla) — город в Австралии, в штате Южная Австралия.
Расположен в северо-восточной части полуострова Эйр, на берегу северной части залива Спенсер (известной как Upper Spencer Gulf, то есть Верхний залив Спенсер), в 395 км от столицы штата, города Аделаиды. Население Уайаллы — 21 122 человека (перепись 2006 года), что делает его третьим по населению городом штата после Аделаиды (точнее, Аделаидской городской агломерации) и Маунт-Гамбира.

## История

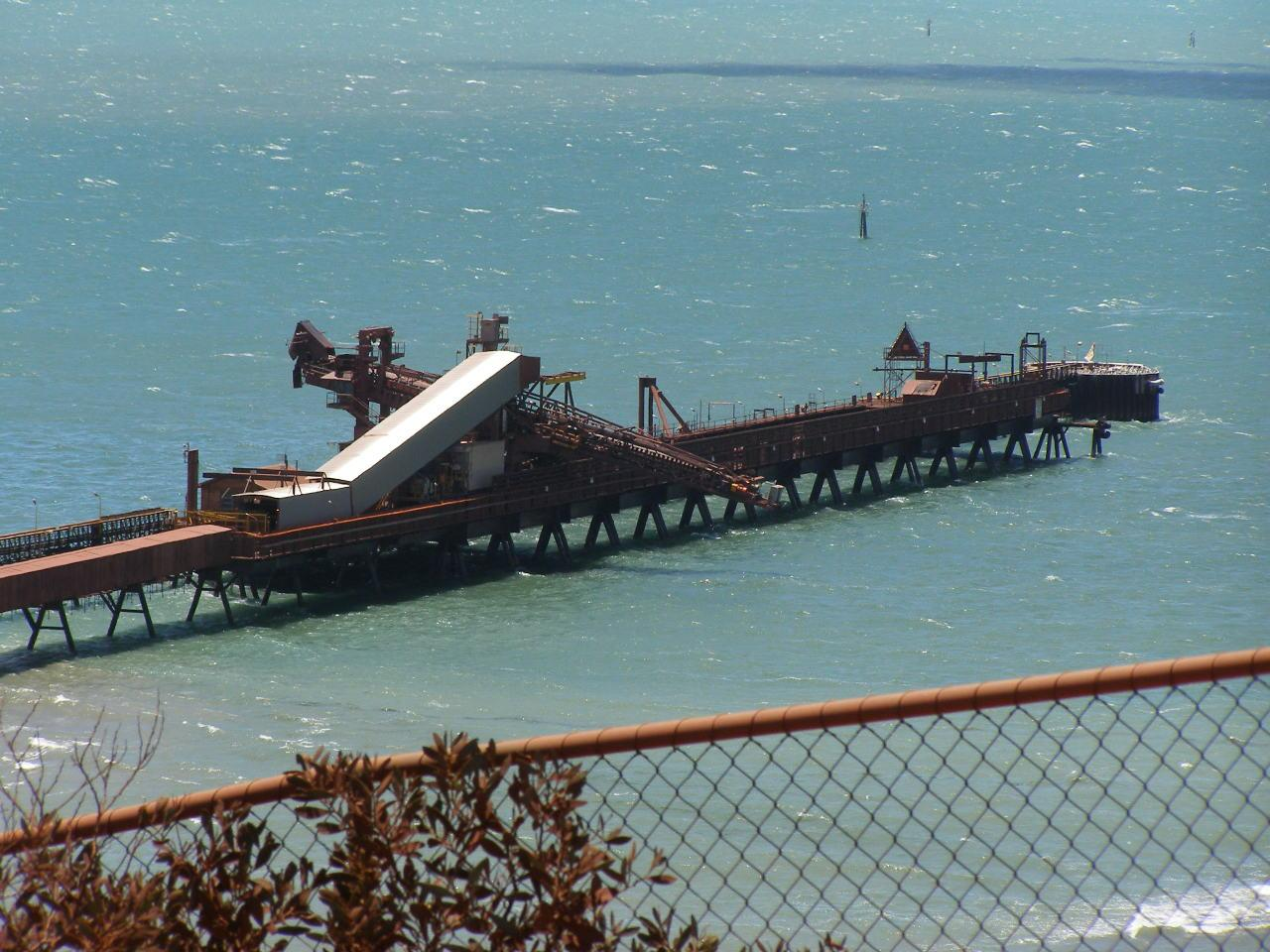
Причал для погрузки руды в уайалльском порту

История Уайаллы неразрывно связано с историей австралийского горнометаллургического гиганта BHP Billiton.
Уайалла возникла в 1901 г. как порт для перевозки железной руды через залив Спенсер. Руда, поступала сюда по узкоколейной железной дороге из рудников этой компании в горах Миддлебэк и вывозилась судами на другой берег залива, в Порт-Пири, где она использовалась как флюс в процессе выплавки свинца. Уайалла стала городом в 1920 году; порт разросся, и железную руду стали вывозить морем на металлургические заводы в Ньюкасл, на востоке страны.
Сама Уайалла стала городом большой индустрии в 1939 году, когда началось строительство первой доменной печи и судоверфи. К 1965 году тут был уже целый металлургический комбинат. А судоверфь построила немало судов для обороны страны во Второй мировой войне, и стала крупнейшей в Австралии.
Так как своей пресной воды здесь почти нет, был построен магистральный водопровод с реки Муррей.
К 1976 году население города достигло 33 тысяч человек. Но вскоре судоверфь закрылась, не выдержав конкуренции с Японией (1978), да и металлургическая промышленность стала постепенно приходить в упадок.
В начале XXI века дела в горнодобывающей промышленности Южной Австралии снова пошли в гору, что положительно отразилось на индустриальной активности в Уайалле.

## Климат
| Показатель                                                              | Янв. | Фев. | Март | Апр. | Май  | Июнь | Июль | Авг. | Сен. | Окт. | Нояб. | Дек. | Год   |
| ----------------------------------------------------------------------- | ---- | ---- | ---- | ---- | ---- | ---- | ---- | ---- | ---- | ---- | ----- | ---- | ----- |
| Средний суточный максимум, °C                                           | 30,0 | 29,6 | 27,3 | 23,8 | 20,7 | 17,3 | 16,9 | 18,4 | 21,6 | 23,9 | 26,3  | 28,1 | 23,7  |
| Средний суточный минимум, °C                                            | 17,5 | 17,7 | 15,4 | 11,6 | 8,7  | 6,0  | 5,2  | 5,9  | 8,1  | 10,4 | 13,8  | 15,8 | 11,3  |
| Норма осадков, мм                                                       | 15,2 | 24,0 | 19,4 | 20,7 | 23,5 | 25,6 | 23,6 | 22,4 | 28,1 | 23,1 | 19,5  | 21,6 | 265,6 |
| Источник: http://www.bom.gov.au/climate/averages/tables/cw_018120.shtml |      |      |      |      |      |      |      |      |      |      |       |      |       |

## Достопримечательности

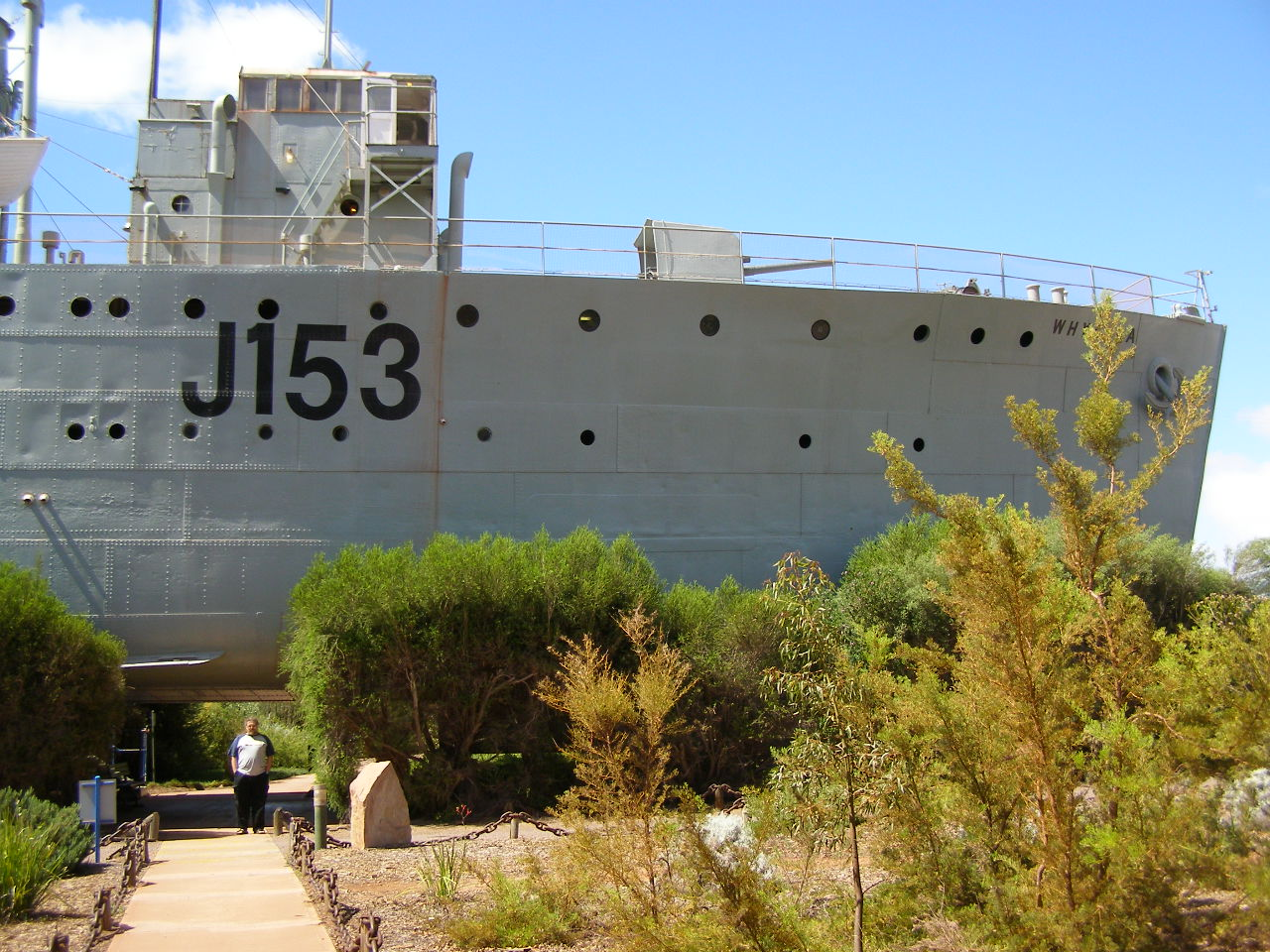
Корвет «Уайалла», ныне установленный на суше в одноимённом городе

Корвет «Уайалла» (HMAS Whyalla) — первый корабль, спущенный на воду на Уайалльской судоверфи, и названный в честь этого города, был в 1984 году, после его списания, куплен горсоветом Уайаллы за 5000 австралийских долларов, возвращен в родной город, и в 1987 году установлен на суше в 2 км от берега. Он стал центром городского Морского музея, открытого 29 октября 1988 года.
Всемирную известность среди зоологов и любителей подводного плавания получила находящаяся к северо-востоку от Уайалла бухта Фолс-Бей (False Bay), где каждую зиму (южного полушария) во время своего брачного собираются гигантские каракатицы. Как утверждается, ввиду сравнительно небольшой глубины наблюдать каракатиц можно не только с аквалангом, но даже и со шноркелем.